# Igreja Evangélica de Campo Bom
A Igreja Evangélica de Campo Bom é um prédio histórico localizado no centro da cidade de Campo Bom, Rio Grande do Sul, Brasil. Sua inauguração teria sido em 1851 e construção da torre apenas em 1918, tendo sido um dos primeiros templos não católicos do Brasil.
Tem aberturas em estilo neogótico.